# فرانكي ساكاي
فرانكي ساكاي (باليابانية: フランキー堺) هو عازف الجاز وممثل ياباني، ولد في 13 فبراير 1929 في اليابان، وتوفي بنفس المكان في 10 يونيو 1996.

## وصلات خارجية
- فرانكي ساكاي على موقع IMDb (الإنجليزية)
- فرانكي ساكاي على موقع روتن توميتوز (الإنجليزية)
- فرانكي ساكاي على موقع ألو سيني (الفرنسية)
- فرانكي ساكاي على موقع أول موفي (الإنجليزية)
- فرانكي ساكاي على موقع قاعدة بيانات الأفلام السويدية (السويدية)
- فرانكي ساكاي على موقع ديسكوغز (الإنجليزية)
- فرانكي ساكاي على موقع قاعدة بيانات الفيلم (الإنجليزية)
- فرانكي ساكاي على موقع ليتربوكسد (الإنجليزية)
- فرانكي ساكاي على موقع كينوبويسك (الروسية)